# Puccinia punctata
Puccinia punctata är en svampart som beskrevs av Link 1815. Puccinia punctata ingår i släktet Puccinia och familjen Pucciniaceae.   Inga underarter finns listade i Catalogue of Life.